# 釜ヶ崎「寄ってき」まつり
釜ヶ崎「寄ってき」まつり（かまがさきよってきまつり）は、かつて毎年5月と10月に大阪市西成区萩之茶屋の萩之茶屋南公園（通称 三角公園）で行われていたイベント。

## 概要
原則的に春と秋に開催。5月は子供の日(祝日)を挟んだ3日間、10月は体育の日(祝日)を挟んだの各3日間のスケジュールで開催されていた。入場無料。雨天の場合は中止となっていた。
プロ・アマチュアの別ないミュージシャン、芸人たちのライブステージ、腕相撲大会、のど自慢大会、大喜利、観戦無料のプロレス大会(2010年5月・10月)などで構成されていた。

## 沿革
20数年前から行われていた『若者うたまつり』がその前身で2001年5月より『釜ヶ崎寄ってきまつり』となった。
始まりには諸説があり「故郷に帰れない労働者たちに喜んで笑ってもらいたい」という労働者たちの趣旨と「自分たちの表現の場を作って面白い事をしよう」という若いミュージシャンたちの考えた部分が一致して自然発生的に有志が集い、皆のカンパ等で運営されていた「まつり」である。
以来、京阪神を軸に、全国から有志のミュージシャンたちが集まり、有名無名に関わらず、皆、ノーギャラ、カンパで参加していた。
2011年5月、10月に中日のイベントとして『釜ヶ崎プロレス』が催され、2012年の4月29日に第三回と銘打たれたプロレスのみのイベントが開催された。
2011年秋の第20回開催を最後に同祭は事実上終了した。
なお、翌年（2012年）より毎年10月3連休の土・日曜日に「寄ってきまつり」の全国から数多く集まった有志たちで『釜ヶ崎SONIC』が開催されている。

## 出演した表現者たち
【ソロ】
- 菓子屋
- フク・ディラン
- けん蔵
- 砂布均
- 丹羽すみお
- 四万十川友美
- まちゅこけ
- あうんさん・すうじぃ。

ほか
【バンド】
- SENGOKU BAND
- Sugar Garden sisters
- ローションマニアックス
- 小林万里子＋鷲尾悠持郎
- ダンシング義隆&ロックンロールフォーレバー
- ASG (あうんさん・すうじぃグループ)
- せいかつサーカス
- さっちゃん&バナナーズ
- 三角公園バンド(村上さん)
- カワンモラウ
- 釜凹バンド

ほか
【演芸】
- 杉たかし(人形腹話術師)
- おしどり (お笑い) (夫婦ギター漫談)
- ヤング (お笑いコンビ) (正統派漫才)

他。